# Niccolò Angelisti
Niccolò Angelisti (Petriolo, 15 giugno 1713 – Petriolo, 30 luglio 1786) è stato un religioso italiano.

## Biografia
Figlio di Giuseppe Nicola e Minerva Castellani di Montecchio (Treia). È avviato fin da bambino alla vita religiosa, mostrando subito una particolare predilezione per gli studi. Viene ordinato sacerdote nell'anno 1736. Nel 1749 riceve l'investitura del beneficio sotto il titolo di S. Maria del Suffragio, di patronato della sua famiglia. Nel 1751 viene nominato maestro pubblico a Petriolo, ma rinuncia dopo pochi mesi. Dopo aver frequentato i corsi di grammatica e di retorica presso il seminario di Fermo, viene inviato prima a Bologna, per studiare filosofia, quindi a Roma, nello studio di legge e successivamente a Venezia e a Padova, applicandosi in “Belle Lettere”, filosofia morale, storia sacra e SS. Padri. Venezia diventa la sua seconda patria, dove trascorre gran parte della sua esistenza tra il 1745 ed il 1775. 
Proprio a Venezia l'Angelisti mette a frutto i suoi studi umanistici dando alle stampe nell'anno 1751, presso lo stampatore Carlo Pecora, un volumetto di rime, Delle Rime del sig. Abbate Niccolò Angelisti, in tre parti divise, composto da 155 sonetti su vario tema, che, per quanto di non eccelso pregio poetico, risultano tuttavia di gradevole forma e composizione. Questo lavoro dell'Angelisti, osservato secondo i canoni del suo tempo riscuote comunque un discreto plauso, a tutto vantaggio della sua figura di erudito. Il suo nome lo troviamo infatti inserito in diversi studi settecenteschi volti alla formazione di un corpus quanto più possibile esaustivo degli scrittori italiani. È menzionato dall'autore bresciano Giovanni Maria Mazzucchelli, nella ragguardevole opera Gli scrittori d’Italia, cioè notizie storiche e critiche intorno alle vite e agli scritti dei letterati d’Italiani. Anche il bergamasco Girolamo Tiraboschi tiene conto dell'abate Angelisti quando, già direttore della Biblioteca Estense di Modena, nel 1772 si dedica alla stesura della Storia della Letteratura Italiana.
Nel 1766 Niccolò Angelisti dà alla luce l'Uffizio della Beata Vergine, con quello de’fedeli defunti, salmi, graduali, penitenziali e litanie ecc. L'edizione viene curata dallo stampatore veneziano Sansoni in 12°. Questo lavoro concepito razionalmente e tradotto in versi volgari riscuote ampio successo tanto che merita più di una'edizione; l'ultima delle quali, corretta ed accresciuta dall'autore, seguì in Macerata per il tipografo Chiappini e Cortesi nell'anno 1783. 
Tornato in patria nel 1775, l'abate Angelisti trascorre i suoi ultimi anni di vita nel suo paese nativo spegnendosi il 30 luglio 1786 all'età di 73 anni.